# Initial D
Initial D (頭文字D Kashiramoji (Initial) Dī?) es un manga japonés escrito e ilustrado por Shūichi Shigeno, publicado originalmente en la revista de Kōdansha, Young Magazine desde 1995. La historia fue adaptada a una serie de anime por Avex y posteriormente a una película en imagen real por Avex y Media Asia.
El anime y el manga se centran en el mundo de las carreras clandestinas callejeras en Japón, y toda la acción se concentra en pasajes montañosos donde se utiliza particularmente el estilo de conducción de derrape, denominado drift. La historia se desarrolla en la Prefectura de Gunma, Japón, específicamente en sus montes y los alrededores de las ciudades. Aunque los nombres de algunos lugares donde se desarrollan las carreras son de origen ficticio en principio, en realidad no es así ya que se ha podido comprobar que todas las localidades que aparecen en la serie están basadas en sitios reales de la Prefectura de Gunma. Están descritas y recreadas casi en su totalidad de detalles e incluso manteniendo sus nombres reales (excepto Akina, que en la realidad es la localidad de Haruna que a día de hoy está fusionada con la Ciudad de Takasaki).

## Argumento
Initial D cuenta la historia de Takumi Fujiwara, un estudiante de bachiller de 18 años de edad, que trabaja en una gasolinera con sus dos amigos: Itsuki (Compañero de clase que no cesa de hablar a Takumi de su pasión por los coches y de sus modelos preferidos) e Iketani (Algo mayor que ellos y líder del equipo local de corredores callejeros: Los Akina Speedstars) Takumi, a los ojos de sus amigos, no tiene la más mínima idea de coches ni tampoco el más mínimo interés.
Además de trabajar en la gasolinera, Takumi ayuda a su padre Bunta en su tienda de tofu (queso de soja) desde que estaba en séptimo curso. Él se encarga desde los 13 años llevar el reparto de tofu a un hotel en el monte Akina (nombre del monte Haruna en el serie), siempre al volante de un Toyota Sprinter Trueno AE86 GT-Apex, "Hachi-Roku" (de su padre, Bunta, aunque oficialmente acaba de sacarse el carné de conducir).
En los años subiendo y bajando el monte Akina, bajo la supervisión en la lejanía de su padre, le han ayudado a adquirir una técnica prodigiosa al volante, aunque en realidad a Takumi no parece preocuparle si tiene habilidad para los coches o no, e inicialmente solo se preocupa de realizar el reparto lo antes posible valiéndose para ello de su habilidad con el coche.
Un día, un equipo de corredores callejeros procedente de Akagi, los RedSuns, aparece en Akina para desafiar al equipo local (Akina Speedstars) a una carrera. El equipo local liderado por Iketani, que será el equipo encargado de aceptar el desafío, está en condiciones muy inferiores, tanto en calidad de coches como en nivel de conducción para enfrentarse a los RedSuns, sin embargo no pueden rechazar el reto por motivos de orgullo.
A la vuelta de retar a los Akina Speedstars, uno de los líderes del equipo Redsuns, Keisuke Takahashi, hermano menor del llamado Cometa Blanco de Akagi, Ryosuke Takahashi, es burlado y adelantado a una velocidad vertiginosa por un Toyota Sprinter Trueno AE86.
A partir de ahí, Keisuke empieza a obsesionarse en obtener la revancha contra el piloto de ese AE86, exigiendo a los Speedstars que le organicen una carrera contra él. Iketani apurado por la más que probable derrota y un accidente suyo con el coche comienza a investigar en búsqueda del toyota "AE86" de los Fujiwara.
Los Speedstars tratarán de convencer, en vano, a Bunta (el padre de Takumi) para que vaya a disputar la carrera por ellos, lo cual este rechaza argumentando que ya está mayor para juntarse con chicos. Sin embargo Bunta aprovecha la oportunidad de meter a Takumi en el mundo de las carreras callejeras y le ofrece un tanque de combustible lleno en el auto a cambio de que sea él el que vaya y gane la batalla.
A las vísperas de la carrera, llega el Hachi-Roku al Monte Akina pilotado, para sorpresa de sus amigos que esperaban para ver la carrera, por Fujiwara Takumi.

## Personajes

### Akina Speedstars
Takumi Fujiwara (藤原 拓海 Fujiwara Takumi?)
Siendo el protagonista principal de la serie, Takumi de 18 años de edad es el hijo de un antiguo corredor de carreras callejeras, Bunta Fujiwara, el cual actualmente dirige una tienda de queso de soja (tofu). Desde que tenía 13 años entregaba tofu con un Toyota Sprinter Trueno GT-APEX (AE86) a un hotel en la cima del monte Akina, lo cual lo ha convertido junto con su talento innato en un prodigio del volante. En realidad no es un miembro de los Speedstars, pero el grupo lo toma como propio ya que es el corredor más talentoso de la zona. A lo largo de la serie deberá mejorar tanto personalmente como en su manejo para llegar a ser el número uno.
Itsuki Takeuchi (武内 イツキ Takeuchi Itsuki?)
Es el mejor amigo de Takumi y trabaja con él a tiempo parcial en una gasolinera. El gran sueño de su vida es ser un corredor callejero para lo cual se comprará un Corolla Levin AE85, pensando que había comprado un AE86 y que así formaría junto a Takumi el dúo de los 86 de Akina. Siempre dice que un conductor callejero no necesita una chica. También se podría decir que sus habilidades como conductor son francamente pésimas.
Kōichirō Iketani (池谷 浩一郎 Iketani Kōichirō?)
El creador de los Akina Speedstar y uno de los mejores amigos de Takumi e Itsuki ya que trabaja con ellos en la gasolinera. En cuanto a sus habilidades como conductor se puede decir que está en la media, ya que no sabe derrapar o conducir muy bien, e intenta que Takumi le enseñe sus técnicas, hasta que se percata de que sus niveles son diferentes. Conduce un Nissan Silvia S13.
Kenji (健二?)
Lo cierto es que de este personaje no se saben demasiadas cosas, a pesar de que sus apariciones son constantes en la serie, de hecho no sabemos ni siquiera su apellido ni su edad. En la serie se dedica a dejarse caer por la gasolinera en la que trabajan Itskui, Iketani y Takumi para «comentar las jugadas» de las carreras venideras. Conduce un Nissan 180SX. Es el mejor amigo de Iketani.

### Akagi Red Suns
Ryōsuke Takahashi (高橋 涼介 Takahashi Ryōsuke?)
Es el líder y principal cerebro de los Red Suns. Es muy conocido en todo Japón debido a sus habilidades como conductor. Ha recibido varias ofertas para convertirse en profesional las cuales han sido rechazadas por el mismo Ryōsuke. Es muy respetado por otros conductores y se le conoce como un analista minucioso de las carreras, los autos y los conductores. Él tiene la habilidad de saber de que es capaz un auto y su piloto solo con escuchar el motor y observar una derrapada. El mantenía un récord invicto (hasta que perdió contra Takumi) en las calles y en algunas carreras en circuitos en las que había participado, superando varios tiempos y siendo de esta forma llamado el «rey de la carretera». Su fama en Japón es tan grande que se le conoce como «el Cometa Blanco de Akagi». Es un estudiante de la escuela de medicina por lo tanto se mantiene muy ocupado con su futura carrera profesional y las carreras callejeras. Sabiendo que solo le queda un año para empezar a trabajar en el hospital más grande de Gunma del que su padre es dueño, forma un super-equipo invitando a los mejores pilotos del área, con el objetivo de batir todos los récords en Japón y dejar una leyenda. El equipo es financiado por la gran fortuna de la familia Takahashi. Ryousuke es uno de los conductores más habilidosos en la serie y ha sido citado en varias revistas en Japón. Es común encontrarlo en su cuarto revisando información en su laptop como cualquier piloto profesional. Su habilidad para modificar los coches es tan impresionante como Bunta. Conduce un Mazda RX-7 Savanna blanco (FC3S).
Keisuke Takahashi (高橋 啓介 Takahashi Keisuke?)
El hermano pequeño de Ryosuke. Tiene 21 años. Es el primero en notar y en sufrir las habilidades de Takumi. Es mucho más visceral que su hermano mayor, y aunque se cree inferior a su hermano en realidad su hermano cree que el potencial de Keisuke es mucho mayor que el suyo. Conduce un Mazda RX-7 Efini amarillo (FD3S) especialista en las subidas.
Kenta Nakamura (中村 ケンタ Nakamura Kenta?)
Sabemos que es uno de los jóvenes corredores de los Redsuns y que ha sido acogido por Keisuke bajo su cuidado debido a sus buenas habilidades. Es un especialista bajo lluvia aunque sufra ante las habilidades de Takumi. Conduce un Nissan Silvia S14 (Q's)

### Myogi Night Kids
Takeshi Nakazato (中里 毅 Nakazato Takeshi?)
Tiene 23 años y es el líder de los NightKids. Comenzó conduciendo un Nissan Silvia S13 negro (como el de Iketani) y aprendió a hacer derrapes con él, pero cambió a un Nissan Skyline GT-R R32 (BNR32) negro una vez que uno de estos autos venció a su S13. Es un buen piloto, que prefiere utilizar el grip antes que el drift. Su peor defecto es que pierde fácilmente la concentración y pierde chocándose muchas veces.
Shingo Shoji (庄司 真吾 Shōji Shingo?)
Conduce un Honda Civic (EG6) y pretende ser el líder de los NightKids y aprovecha la derrota de Nakazato frente a Takumi para retar a este a un tipo de carrera que considera su especialidad (Combate mortal con cinta adhesiva) y que se trata de amarrarse la mano derecha al volante mediante la cinta, de forma que sea más difícil tomar las curvas. Para ganar a Takumi, decide chocar la parte trasera de su coche (técnica que probó anteriormente con Itsuki e Iketani) pero le sale una mala jugada y es él quien acaba chocando.

### Emperor
Es un equipo formado en su totalidad por modelos Mitsubishi Lancer Evolution. Se jactan de que el Evo es el coche definitivo para correr en pasos de montañas ya que es un auto de rallies llevado a las carreteras.
Kyōichi Sudō (須藤 京一 Sudō Kyōichi?)
Líder de los emperador y mejor piloto del equipo. Fue el único que derrotó a Takumi, e hizo que el motor del AE86 colapsara. Conduce un Mitsubishi Lancer Evolution III (CE9A) altamente equipado. Sin embargo, no derrotó realmente a Takumi, ya que le avisó de antemano que no consideraba eso una carrera, y que sólo quería enseñarle la diferencia de potencias (posteriormente Takumi lo derrota en el Third Stage, en su propio territorio en Irohazaka).
Seiji Iwaki (岩城 清次 Iwaki Seiji?)
El segundo mejor piloto del equipo. Consiguió una racha de victorias en la prefectura de Gunma, hasta que se topó en Akina, se burló del Hachi-Roku y Takumi lo derrotó en una carrera oficial. Maneja un Mitsubishi Lancer Evolution IV RS (CN9A).

### Impact Blue
Mako Satō (佐藤 真子 Satō Mako?)
Corredora de un Nissan Sileighty; tiene una relación complicada con Iketani (de Akina Speedstars) iniciada en First Stage y posteriormente esa historia se desarrolla en los eventos de Extra Stage.
Sayuki (沙雪 Sayuki?)
Copiloto de Mako en las carreras y amiga de la infancia de Shingo Shoji de los Night Kids.

### Otros
Natsuki Mogi (茂木 なつき Mogi Natsuki?)
Es la novia de Takumi. Mantienen problemas durante la segunda temporada en donde Takumi descubre que Mogi sale con otro hombre (Mucho mayor que ella). Parece ser que Mogi era pagada por el hombre, para tener “encuentros”. Sin embargo, cuando se da cuenta de que quiere a Takumi, ella deja de salir con él, pero Takumi ya lo había descubierto y rompe con ella. Luego se reconcilian en la película animada; sin embargo, aunque arreglaran su relación, Mogi decide ir a estudiar a Tokio terminando de manera definitiva.

## Medios

### Anime
Hasta el momento en el anime se han publicado seis temporadas de diversas extensiones, pues algunas como la primera tienen veintiséis episodios, la tercera es una única película y la final son cuatro episodios. En España, Jonu Media licenció las cuatro primeras temporadas, que se estrenaron por televisión en el canal de pago Animax el 25 de mayo de 2008, y fueron puestas a la venta en edición para coleccionistas el 22 de octubre de ese mismo año.

#### First Stage
Takumi Fujiwara comienza a introducirse en las carreras callejeras junto con sus amigos y compañeros de trabajo Iketani e Itsuki. Takumi va afrontando rivales de cada vez mayor nivel hasta llegar al mejor piloto de su zona, Ryosuke Takahashi, personaje que impacta profundamente a Takumi. Emitida en Animax Latinoamérica desde el 31 de julio de 2005. La primera temporada consta de 26 episodios:
1. La superderrapada en el monte Akina // El superderrape del repartidor (versión española)
2. Derrape con cuatro ruedas // Venganza. Los motores rugen (versión española)
3. El misterioso especialista de Akina // Un especialista entra en escena (versión española)
4. La carrera en Akina // Que empiece la carrera (versión española)
5. El ganador // ¡Fin de la carrera! Una batalla de titanes (versión Española)
6. El nuevo rival // Un nuevo desafío (versión española)
7. El orgullo de los corredores // El orgullo de un corredor (versión española)
8. Justo un momento antes del límite del tiempo // Justo antes del tiempo límite (versión española)
9. AE86 vs GTR32 // Una carrera al límite (versión española)
10. La emoción de las cinco curvas // ¡Explosión! Las cinco curvas seguidas (versión española)
11. Aparece Shingo, el peligroso // El peligroso Shingo entra en acción (versión española)
12. Duelo con cinta adhesiva // Duelo mortal con la tracción trasera (versión española)
13. La primera cita amorosa de Itsuki // La primera cita de Itsuki (versión española)
14. La técnica del derrape // Superando al genio del derrape (versión española)
15. La carrera del enoje // La carrera desenfrenada de Takumi (versión española)
16. El ángel de la cúspide Usui // El ángel del puerto Usui (versión española)
17. La carrera de la muerte súbita // Duelo mortal (versión española)
18. El viento caluroso de la cúspide de Usui // Una carrera frenética en el puerto de Usui (versión española)
19. La conclusión de la carrera // Un superderrape pone fin a la carrera (versión española)
20. El fin del verano // El verano se acaba (versión española)
21. El reto de la super estrella // El reto de una superestrella (versión española)
22. La carrera del ascenso de la montaña // La carrera cuesta arriba (versión española)
23. La carrera del descenso bajo la lluvia // Duelo en descenso bajo la lluvia (versión española)
24. El cometa blanco de Akagi // El cometa blanco de Akagi (versión española)
25. La revancha // La batalla definitiva (versión española)
26. La nueva leyenda del descenso // La nueva leyenda del descenso (versión española)

Nota: la traducción de la versión española hace referencia a los títulos editados por Jonu Media, el distribuidor del anime en España.

#### Second Stage
Un grupo de Mitsubishi Lancer Evolution, llamado los Emperadores, se aproxima a Gunma para vencer a los equipos locales en sus pistas y pegar las pegatinas cortadas de los equipos a los que vencen en el alerón de su coche. Esta visita supondrá un nuevo reto tanto para Takumi, que se dará cuenta de que existe un límite incluso para él; como para Ryosuke Takahashi. Esta segunda temporada consta de trece episodios:
1. Super arma prohibida // La superarma que infringe la ley (versión española)
2. El equipo de Lan-Evos llega a Akina // El equipo Lan Evo llega a Akina (versión española)
3. Miedo de perder // El sabor de la derrota (versión española)
4. Victoria sin emoción // Una victoria vacía (versión española)
5. Cuenta regresiva para el colapso // Cuenta atrás para la caída (versión española)
6. Adiós 86
7. Batalla en Akagi. Resplandor blanco y negro // Batalla en Akagi (versión española)
8. El auto peligroso // Un coche peligroso (versión española)
9. El nacimiento del nuevo 86 // El nacimiento del nuevo 86 (versión española)
10. El reto del 86 turbo // Declaración de guerra al 86 turbo (versión española)
11. Se abre el sello // Se rompe el sello (versión española)
12. La carrera de almas entre dos 86 // 86 contra 86 (versión española)
13. El cambio de estación

Nota: la traducción de la versión española hace referencia a los títulos editados por Jonu Media, el distribuidor del anime en España[a]

#### Third Stage
El hijo del mayor rival de la juventud de Bunta (Kay Kogashiwa) viene a buscar a Takumi para retarlo y vencerlo.
Se pone un final a las historias sin concluir de Takumi y Natsuki, en donde al final se aclaran los problemas y el amor de estos dos vuelve a la normalidad, concluyendo con la invitación de Ryosuke Takahashi a un nuevo proyecto, que sería todo un reto para Takumi. Antes de decidir aceptar, Takumi reta al líder de los Emperor en una carrera en el propio terreno rival. La película tiene una duración aproximada de 1 hora y 43 minutos.

#### Fourth Stage
Ryosuke Takahashi calcula que le queda un año para dedicarse a la medicina y trabajar en el hospital del que su padre es director, pero antes de que su tiempo como corredor de carreras se acabe decide formar un equipo superpoderoso que rete a los mejores equipos en sus pistas batiendo además las plusmarcas tanto en subidas como en bajadas de la montaña. La cuarta temporada consta de 24 episodios:
1. Project D
2. ¡A toda velocidad! ¡Batalla en la bajada!
3. El as de la Escuela Todo
4. Las dos instrucciones
5. La línea a la victoria
6. Ataque ciego
7. El debut del 85 turbo
8. La carrera del destino
9. La confesión de Kyoko
10. El arma definitiva de Saitama
11. Batalla en la lluvia
12. La recta del desencanto
13. Motivación
14. El pobre piloto solitario
15. Complejo de 4WD
16. La subida de la furia
17. La batalla definitiva de Saitama
18. El último viaje
19. Como dioses
20. GT-R al límite
21. Pelea de perros
22. El brujo que conduce con una sola mano
23. Batalla sin fin
24. Desafío sin fin

#### Fifth Stage
Después de cuatro años de espera, la nueva temporada de Initial D, se transmitirá en un método de pago-por-evento en Animax, se lanzaran dos episodios por mes, empezando el 9 de noviembre, cada par de capítulos costaran aproximadamente 10,69 dólares. El tema principal será hecho por M.O.V.E.:
1. Encuentro con el destino
2. El nuevo campo de batalla
3. Momento límite
4. ¡Venganza! Batalla del destino
5. Fujiwara Zone
6. La determinación de Keisuke
7. Mente en blanco
8. Demonio blanco
9. El dios de la muerte
10. Detención total
11. Detención total parte 2
12. Hermanos
13. Batalla inesperada
14. Fin de la subida extrema de la colina

#### Final Stage
Se publicaron el 16 de mayo de 2014, consta de solo cuatro capítulos de la que es la llamada «batalla final» y se da por terminada la serie de Initial D, un final que no era más de esperarse, llena de momentos emocionantes que nos llegan a poner en duda quien será el campeón de esa batalla.
1. Natural
2. El enemigo más fuerte
3. Aroma a miedo
4. Sueños ("D" of Dreams)

### Banda sonora
La banda sonora de Initial D se caracteriza por usar música eurobeat estilo japonés regularmente en los episodios durante las carreras entre los personajes, y a causa de esto fue como llamó la atención de los fanes del anime fuera de Japón.
Entre estas destacan canciones como: Running in the 90s, Deja Vu, Don't Stop the Music, Gas Gas Gas, Night of Fire, Crazy for Love, When The Sun Goes Down, entre otras tantas.

### Películas

#### Extra Stage
Cronológicamente ubicada en 2nd después de que Nakazato pierde contra Seiji Iwaki de los Emperor, la Extra stage es una historia paralela que tiene como protagonistas centrales a Mako y Sayuki, las corredoras del Sileighty de Usui y se basa más en su historia personal que en carreras (solo hay una, Mako & Sayuki contra un miembro secundario de los Emperor en Usui). Básicamente es una stage para fanes únicamente ya que no aporta más que ver una parte de 2nd desde otro punto de vista.

#### Battle Stage
Battle Stage es una OVA de 40 minutos aproximadamente que salió en el 2002 compilando todas las carreras de las 3 etapas anteriores, mejorando la calidad de las imágenes de 1st y 2nd al ponerlas al nivel visual de 3rd. Como historia no aporta nada nuevo, solo una carrera inédita (Seiji Iwaki vs Keisuke Takahashi, carrera que no existe tampoco en el manga y fue creada especialmente para esta OVA). Solo para fanáticos.

#### Initial D: La Película
Initial D: La Película Realizada en el año 2005, utiliza actores y se basa mayormente en el primer manga (1st Stage) del cómic de Initial D. Fue realizada en Hong Kong y dirigida por Andrew Lau y Alan Mak. La cinta fue duramente criticada por fanes del manga y anime, quienes percibieron que los directores se tomaron demasiadas libertades creativas con la historia original, incluyendo los autos y los personajes del anime.

#### Battle Stage II
Publicada en Japón a fines de mayo del 2007, Battle II se basa sólo en las carreras de 4th y como particularidad muestra las dos primeras subidas de Keisuke Takahashi (vs Atsurou Kawai (Nissan Skyline ER34 GTT) y Smiley Sakai (Honda Integra Type R turbo) que corresponden a la parte de 4th donde se mostró solo las dos bajadas de Takumi, contra Tohru Suetsugu (Mazda MX-5 Roadster) y Daiki Ninomiya (Honda Civic Type R EK9).
Hubo un adelanto oficial, un amv llamado “4th Stage Battle Digest” con música Eurobeat que no estuvo en 4th Stage. Este vídeo mostraba en 8 minutos un vistazo de lo que será esta Battle Stage II incluyendo las carreras inéditas arriba señaladas.
Esta etapa no se podía quedar sin BSO: la banda sonora de Battle II son 2 CD (24 canciones en total) con autores como Dave Rodgers, Kasanova, Manuel, Go 2 o Mega NRG Man, entre otros.

#### Extra Stage 2
Segunda entrega del Extra stage, que toma nuevamente como protagonistas a Sayuki & Mako, el impact Blue Team. Esta historia trata principalmente de Mako e Iketani, su tortuosa relación sentimental, y la resolución a la que llegan en este Extra Stage, mientras Iketani intenta una vez más, no fallarle a su querida Mako. No aporta mucho a la historia principal de Initial D, al igual que la anterior OVA, tan solo cuenta la historia del Impact blue Team.

#### Battle Stage III
Battle III resume todas las carreras del 5th y Final Stage. A diferencia de sus predecesores, este OVA no presenta ninguna batalla nueva, centrándose exclusivamente en escenas de carreras acompañadas de una banda sonora.

### Videojuegos
- Initial D Gaiden — 1998 — Game Boy
- Initial D: Koudou Saisoku Densetsu — 1999 — Sega Saturn
- Initial D — 1999 — PS1
- Initial D: Takahashi Ryōsuke no Taipingu Saisoku Riron — 2000 — PS2
- Initial D: Arcade Stage / Initial D — 2002 — Arcade (NAOMI 2)
- Initial D: Another Stage — 2002 — GBA
- Initial D: Arcade Stage Ver. 2 / Initial D Ver. 2 — 2003 — Arcade (NAOMI 2)
- Initial D Collectible Card Game — 2003 — Collectible Card Game
- Initial D: Special Stage — 2003 — PS2
- Initial D: Mountain Vengeance — 2004 — PC
- Initial D: Arcade Stage 3 / Initial D Version 3 — 2004 — Arcade (NAOMI 2)
- Initial D: Arcade Stage 4 / Initial D 4 — 2006 — Arcade (Lindbergh)
- Initial D: Street Stage — 2006 — PSP
- Initial D: Arcade Stage 4 Limited — 2007 — Arcade (Lindbergh)
- Initial D Arcade Stage 4 Kai — 2008 — Arcade (Lindbergh)
- Initial D: Extreme Stage — 2008 — PS3
- Initial D: Arcade Stage 5 — 2009 — Arcade (Lindbergh)
- Initial D: Arcade Stage 6 AA — 2011 — Arcade (RingEdge)
- Initial D: Arcade Stage 7 AAX — 2012 — Arcade (RingEdge)
- Initial D: Arcade Stage 8 ∞ (Infinity) — 2014 — Arcade (RingEdge / RingEdge 2)
- Initial D: Perfect Shift Online — 2014 — Nintendo 3DS
- Initial D: Arcade Stage Zero — 2017 — Arcade (Sega Nu2)
- Initial D Pachislot — 2021 - Arcade
- Initial D The Arcade — 2021 — Arcade (ALLS)
- P Initial D — 2022 — Arcade

La serie de videojuegos arcade Initial D: Arcade Stage ha vendido aproximadamente 7.111 unidades de hardware en Japón hasta 2007, lo que supone una recaudación aproximada US$24 million en ventas de hardware.